# Miss World 1967
| Data:                | 16 listopada 1967                   |
| Kraj:                | Wielka Brytania                     |
| Miasto:              | Londyn                              |
| Gala finałowa:       | Lyceum Theatre                      |
| Liczba uczestniczek: | 54                                  |
| Zwyciężczyni:        | Madeleine Hartog Bel Houghton, Peru |
| Poprzedniczka:       | Reita Faria, Indie                  |
| Następczyni:         | Penelope Plummer, Australia         |
| -------------------- | ----------------------------------- |

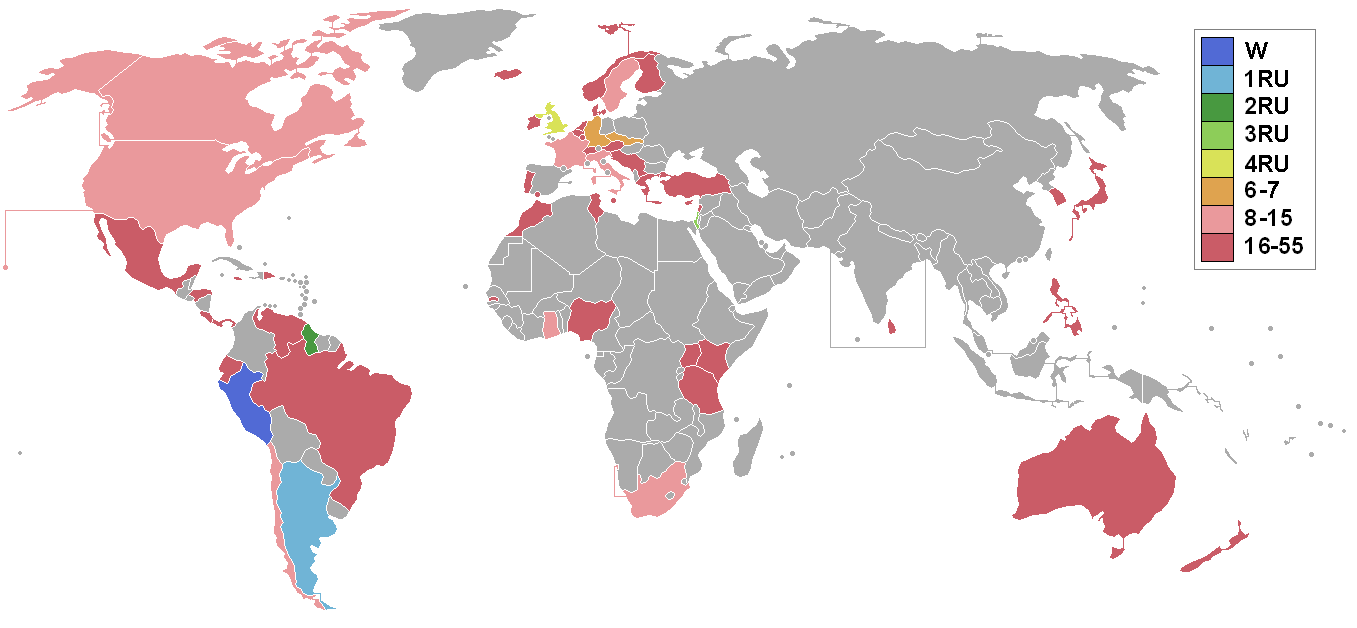
Kraje i terytoria, które wysłały delegacje oraz zajęte miejsce

Miss World 1967 – 17. wybory Miss World odbyły się 16 listopada 1967 r. w Lyceum Theatre w Londynie. O tytuł i koronę Miss World 1967 walczyło 55 uczestniczek. Zwyciężyła Madeleine Hartog Bel Houghton, która stała się pierwszą Peruwianką, która wygrała ten konkurs. Ponownie w Miss World Peru zwyciężyło dopiero 37 lat później, w 2004 r.

## Wyniki
| Wyniki finału    | Uczestniczka/Uczestniczki |
| ---------------- | --- |
| Miss World 1967  | - Peru – Madeleine Hartog Bell |
| 1. wicemiss      | - Argentyna – Maria del Carmen Sabaliuskas |
| 2. wicemiss      | - Gujana – Shakira Baksh |
| 3. wicemiss      | - Izrael – Dalia Regev |
| 4. wicemiss      | - Wielka Brytania – Jennifer Lynn Lewis |
| Półfinalistki    | - Czechosłowacja – Alzbeta Strkulova - RFN – Ruth Köcher |
| Ćwierćfinalistki | - Chile – Margarita Téllez - Francja – Carole Noe - Ghana – Araba Martha Vroon - Kanada – Donna Marie Barker - Południowa Afryka – Disa Duivestein - Stany Zjednoczone – Pamela Valari Pall - Szwecja – Eva Englander - Włochy – Tamara Baroni |

## Uczestniczki
- Argentyna – Maria del Carmen Sabaliauskas
- Australia – Judy Lockey
- Austria – Christi Bartu
- Belgia – Mauricette Sironval
- Brazylia – Wilza de Oliveira Rainato
- Cejlon – Therese Fernando
- Chile – Margarita Tellez
- Cypr – Laila Michaelides
- Czechosłowacja – Alzbeta Strkulova
- Dania – Sonja Jensen
- Dominikana – Margarita Rosa Rueckschnat Schott
- Ekwador – Laura (Laurita) Elena Baquero Palacios
- Filipiny – Margarita (Maita) Favis Gomez
- Finlandia – Hedy Rannari
- Francja – Carole Noe
- Ghana – Araba Martha Vroon
- Gibraltar – Laura Bassadone
- Grecja – Mimika Niavi
- Gujana – Shakira Baksh
- Holandia – Monica van Beelen
- Honduras – Alba Maria Bobadilla
- Irlandia – Gemma McNabb
- Islandia – Hrefna Wigelund Steinthorsdóttir
- Izrael – Dalia Regev
- Jamajka – Laurel Williams
- Japonia – Chikako Sotoyama
- Jugosławia – Aleksandra Mandic

- Kanada – Donna Marie Barker
- Kenia – Zipporah Mbugua
- Korea Południowa – Chung Young-hwa
- Kostaryka – Marjorie Furniss
- Liban – Sonia Faris
- Luksemburg – Marie-Joseé Mathgen
- Malta – Mary Mifsud
- Maroko – Naima Benjelloun
- Meksyk – Maria Cristina Ortal
- RFN – Ruth Köcher
- Nigeria – Roseline Balogun
- Norwegia – Vigdis Sollie
- Nowa Zelandia – Pamela McLeod
- Panama – Carlota Lozano
- Peru – Madeleine Hartog Bel Houghton
- Portugalia – Teresa Amaro
- Południowa Afryka – Disa Duivenstein
- Stany Zjednoczone – Pamela Valari Pall
- Szwajcaria – Edith Fraefel
- Szwecja – Eva Englander
- Tanzania – Theresa Shayo
- Tunezja – Rekeja Dekhil
- Turcja – Nese Yazicigil
- Uganda – Rosemary Salmon
- Wenezuela – Irene Böttger Herrera
- Wielka Brytania – Jennifer Lynn Lewis
- Włochy – Tamara Baroni

## Notatki dot. państw uczestniczących

### Debiuty
- Czechosłowacja
- Panama
- Tanzania
- Uganda

### Powracające państwa i terytoria
Ostatnio uczestniczące w 1959:
- Ghana

Ostatnio uczestniczące w 1960:
- Kenia

Ostatnio uczestniczące w 1963:
- Nigeria

Ostatnio uczestniczące w 1964:
- Portugalia

Ostatnio uczestniczące w 1965:
- Australia
- Austria
- Peru
- Tunezja

### Państwa i terytoria rezygnujące
- Aruba
- Bahamy
- Indie
- Jordania
- Malezja
- Surinam
- Syria
- Trynidad i Tobago